# Granollers
Granollers är en stad i provinsen Barcelona i Katalonien, Spanien. Staden är huvudort och största ort i comarcan Vallès Oriental. Staden hade år 2013 cirka 60 000 invånare.